# غلام عباس ابراهیم‌زاده
غلام عباس ابراهیم‌زاده (زاده ۱۹۷۰ ولسوالی شولگره بلخ) کار آفرین، تجار و سیاستمدار افغانستان و نماینده مردم بلخ در دوره شانزدهم مجلس نمایندگان است. او در مجلس شانزدهم نمایندگان افغانستان عضو کمیسیون اقتصاد ملی، سازمان‌های غیر حکومتی، انکشاف دهات، زراعت و مالداری است.

## زندگی‌نامه
غلام عباس ابراهیم‌زاده زاده ۱۹۷۰ از ولسوالی شولگره ولایت بلخ است. وی تحصیلات مدرسه‌ای خود را در لیسه بلخ در مزار شریف به اتمام رسانید و پس از آن بیشتر مشغول فعالیت تجاری بوده‌است.

## دیگر فعالیت‌ها
دیگر فعالیت‌ها:
- فعالیت تجاری در بخش نفت و گاز.
- تأسیس دانشگاه رهنورد در شهر بلخ.
- تأسیس شفاخانه رهنورد.
- تأسیس مکتب‌های رنجیره ای رهنورد.

در سال ۱۳۹۸ غلام عباس ابراهیم‌زاده، دانشگاه ابوریحان را که در کابل، کارته سه چهار موقعیت دارد خرید. و بعد از آن سهامدار کامل دانشگاه ابوریحان شد.
در سال ۱۳۹۹ حزب وحدت اسلامی نوین افغانستان را تأسیس کرد و خود به عنوان دبیرکل حزب شروع به فعالیت نمود. افتتاحییه این حزب در تالار لویه جرگه که در محوطه دانشگاه پولی تخنیک کابل موقعیت دارد صورت گرفت.